# Арчер-Сіті (Техас)
Арчер-Сіті (англ. Archer City) — місто (англ. city) в США, в окрузі Арчер штату Техас. Населення — 1601 особа (2020).

## Географія
Арчер-Сіті розташований за координатами 33°35′38″ пн. ш. 98°37′32″ зх. д. / 33.59389° пн. ш. 98.62556° зх. д. (33.593954, -98.625500).  За даними Бюро перепису населення США в 2010 році місто мало площу 5,76 км², з яких 5,68 км² — суходіл та 0,08 км² — водойми.

## Демографія
Згідно з переписом 2010 року, у місті мешкали 1834 особи в 763 домогосподарствах у складі 496 родин. Густота населення становила 319 осіб/км².  Було 890 помешкань (155/км²).
Расовий склад населення:
| - 95,2 % — білих - 1,1 % — корінних американців - 0,3 % — чорних або афроамериканців - 0,1 % — азіатів |

До двох чи більше рас належало 2,4 %. Частка іспаномовних становила 5,5 % від усіх жителів.
За віковим діапазоном населення розподілялося таким чином: 24,4 % — особи молодші 18 років, 57,7 % — особи у віці 18—64 років, 17,9 % — особи у віці 65 років та старші. Медіана віку мешканця становила 41,8 року. На 100 осіб жіночої статі у місті припадало 93,9 чоловіків;  на 100 жінок у віці від 18 років та старших — 90,1 чоловіків також старших 18 років.
Середній дохід на одне домашнє господарство  становив 48 491 долар США (медіана — 38 580), а середній дохід на одну сім'ю — 52 258 доларів (медіана — 42 365). Медіана доходів становила 41 536 доларів для чоловіків та 35 759 доларів для жінок. За межею бідності перебувало 19,7 % осіб, у тому числі 32,5 % дітей у віці до 18 років та 9,5 % осіб у віці 65 років та старших.
Цивільне працевлаштоване населення становило 639 осіб. Основні галузі зайнятості: освіта, охорона здоров'я та соціальна допомога — 21,1 %, роздрібна торгівля — 10,8 %, сільське господарство, лісництво, риболовля — 10,3 %.